# Limnichthys
Limnichthys es un género de peces actinopeterigios marinos, distribuidos por el oeste del océano Pacífico y por el océano Índico.

## Especies
Existen seis especies reconocidas en este género:
- Limnichthys fasciatus Waite, 1904
- Limnichthys marisrubri Fricke y Golani, 2012
- Limnichthys nitidus Smith, 1958
- Limnichthys orientalis Yoshino, Kon y Okabe, 1999
- Limnichthys polyactis Nelson, 1978
- Limnichthys rendahli Parrott, 1958